# Opération mineure de sabotage

La Kotwica, emblème de l'État secret polonais et de l'Armia Krajowa

Les opérations mineures de sabotage ou de petit sabotage sont une série d'actions de la résistance polonaise pendant la Seconde Guerre mondiale qui consistent à écrire des slogans anti-Nazi, envoyer des avertissements ou des ordres ridiculisant l'occupant et désorganiser sa propagande. Des actions similaires ont été utilisés par les mouvements de résistance dans de nombreux pays de l'Europe occupée. Son importance est surtout psychologique et a pour but de convaincre la population de l'existence d'un mouvement de résistance et la possibilité de vaincre l'occupant malgré la répression.

## Histoire

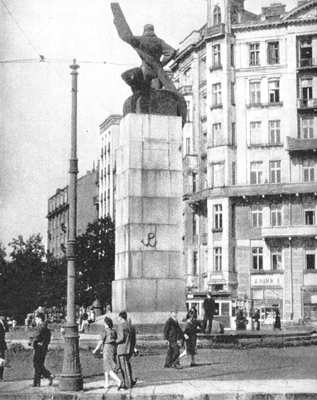
Une Kotwica peinte par Jan Bytnar dit Rudy sur le mémorial de l'aviation de Lublin à Varsovie

En septembre 1939, après la chute de Varsovie, une jeune étudiante polonaise, Elżbieta Zahorska, arrache une affiche allemande. Elle est aussitôt arrêtée et exécutée. Sa mort, censée servir d'exemple et dissuader la population de reproduire de tels actes, inspire les mouvements de résistance qui appellent à recourir à des actions de petits sabotages.
Plusieurs organisations vouées aux sabotages mineurs sont créés entre 1939 et 1940, comme l'organisation Wawer et Palmiry, issues de mouvements scouts Szare Szeregi. Elles sont coordonnées sur une plus grande échelle par la direction de la Résistance civile (pl) de l'État polonais clandestin et dans certains cas par sa branche militaire, l'Armia Krajowa. Pendant deux semaines de mars a avril 1942, des milliers de Kotwica sont ainsi peintes sur les murs et les monuments de Varsovie.
Aleksander Kamiński, enseignant et scout activiste, devient vite une figure importante dans l'organisation des opérations. En novembre 1940, il publie un article dans le samizdat Biuletyn Informacyjny (pl), expliquant comment réaliser de tels actes.
En février 1942, Maciej Aleksy Dawidowski réalise une opération particulièrement notable en enlevant la plaque de la statue de Nicolas Copernic qui avait été mise en place par les Allemands peu après la chute de Varsovie (À Nicolas Copernic, le peuple allemand). En réponse, les Allemands déplacent la statue de Jan Kiliński (pl) au musée national de Varsovie. Immédiatement, Dawidowski et ses camarades ripostent en plaçant un grand graffiti sur le mur du Musée : Habitants de Varsovie, je suis ici - Jan Kiliński) et ajoutent une nouvelle plaque au monument Copernic: Pour le retrait de la statue Kiliński, je prolonge l'hiver de deux mois - Copernic
Même si beaucoup d'opérations de cet ordre ont lieu à Varsovie, ils sont également organisées dans d'autres villes, comme à Częstochowa (graffiti anti-allemand, destruction des signes allemand, apposition d'affiches polonaises), Kielce (défiguration des symboles allemands sur les panneaux officiels, estampage des journaux avec la Kotwica, peinture d'un grand symbole de l'État polonais clandestin sur la tour de la cathédrale) et Cracovie (inscription Hitler Kaputt sur les murs, vente de faux numéros du quotidien local Goniec Krakowski).

## Sources
- (en) Cet article est partiellement ou en totalité issu de l’article de Wikipédia en anglais intitulé « Minor sabotage » (voir la liste des auteurs).